# Gertrude Robinson
Pour les articles homonymes, voir Robinson.
Gertrude Robinson, née le 7 octobre 1890 à New York aux États-Unis, est une actrice américaine du cinéma muet. Elle se marie une première fois avec James Kirkwood puis elle divorce. Elle se marie ensuite avec Walter Robinson. Elle meurt à Hollywood, le 19 mars 1962. Elle joue dans 186 films, de 1908 à 1925.

## Filmographie
Sauf indication contraire, les informations mentionnées dans cette section peuvent être confirmées par la base de données cinématographiques IMDb,  présente dans la section « Liens externes ».

### Court-métrage
- 1908 : An Awful Moment
- 1908 : Le Gage de l'amitié - titre original : The Test of Friendship
- 1908 : The Feud and the Turkey
- 1909 : The Heart of an Outlaw
- 1909 : The Day After (en)
- 1909 : To Save Her Soul
- 1909 : In Little Italy de D. W. Griffith
- 1909 : Le spéculateur en grains
- 1909 : Through the Breakers
- 1909 : The Death Disc: A Story of the Cromwellian Period (en)
- 1909 : In the Window Recess
- 1909 : The Trick That Failed
- 1909 : The Mountaineer's Honor
- 1909 : The Open Gate
- 1909 : Two Women and a Man
- 1909 : The Restoration
- 1909 : The Light That Came
- 1909 : Nursing a Viper
- 1909 : The Gibson Goddess
- 1909 : What's Your Hurry?
- 1909 : Lines of White on a Sullen Sea
- 1909 : The Expiation
- 1909 : His Lost Love (en)
- 1909 : The Little Teacher
- 1909 : Pippa Passes; or, The Song of Conscience
- 1909 : A Fair Exchange
- 1909 : In Old Kentucky (en)
- 1909 : The Broken Locket
- 1909 : Getting Even (en)
- 1909 : The Hessian Renegades
- 1909 : The Little Darling
- 1909 : The Sealed Room (en)
- 1909 : They Would Elope
- 1909 : The Way of Man
- 1909 : Two Memories (en)
- 1909 : Jones and the Lady Book Agent
- 1909 : The Drive for a Life
- 1909 : Jones and His New Neighbors
- 1909 : A Burglar's Mistake
- 1909 : The Girls and Daddy
- 1909 : The Cord of Life
- 1909 : Ces maudits chapeaux - titre original : Those Awful Hats
- 1909 : L'Extravagante Mme Francis - titre original : The Fascinating Mrs. Francis
- 1909 : One Touch of Nature
- 1910 : The Gray of the Dawn
- 1910 : The Broken Doll
- 1910 : The Masher
- 1910 : That Chink at Golden Gulch
- 1910 : Examination Day at School
- 1910 : Rose o' Salem Town
- 1910 : The Oath and the Man
- 1910 : A Summer Tragedy
- 1910 : In Life's Cycle
- 1910 : A Mohawk's Way
- 1910 : A Summer Idyll
- 1910 : The Affair of an Egg
- 1910 : Wilful Peggy
- 1910 : The Sorrows of the Unfaithful
- 1910 : An Old Story with a New Ending
- 1910 : The Usurer
- 1910 : A Salutary Lesson
- 1910 : As the Bells Rang Out!
- 1910 : A Flash of Light (en)
- 1910 : A Child's Faith
- 1910 : What the Daisy Said (en)
- 1910 : A Midnight Cupid
- 1910 : Never Again
- 1910 : The Purgation
- 1910 : Gold Is Not All
- 1910 : The Love of Lady Irma
- 1910 : The Newlyweds
- 1910 : The Englishman and the Girl
- 1910 : One Night, and Then
- 1910 : The Duke's Plan
- 1910 : The Woman from Mellon's
- 1911 : The Birth-Mark
- 1911 : A Daughter of Italy
- 1911 : The Moonshiners
- 1911 : The Track Walker
- 1911 : The Greater Love
- 1911 : Divorce
- 1911 : A Narrow Escape
- 1911 : For His Sake
- 1911 : The Cobbler
- 1911 : His Dream
- 1911 : Thou Shalt Not Steal
- 1911 : The Orphan
- 1911 : The Harvest
- 1911 : In the Tepee's Light
- 1911 : Her Mother's Sins
- 1911 : Souls Courageous
- 1911 : The Vows
- 1911 : The Two Paths
- 1912 : The Fires of Conscience
- 1912 : Joe's Reward
- 1912 : The Old Mam'selle's Secret
- 1912 : The Faith Healer
- 1912 : Trials of Faith
- 1912 : Men Who Dare
- 1912 : The Peddler's Find
- 1912 : The Geranium
- 1912 : Caleb West
- 1912 : For Love of Her
- 1912 : Love Knows No Laws
- 1912 : North of Fifty-Three
- 1912 : One Against One
- 1912 : A Man Among Men
- 1912 : The Two Fathers
- 1912 : Philip Steele
- 1912 : The Wood Nymph
- 1912 : The True Love
- 1912 : Love Me, Love My Dog
- 1912 : At Cripple Creek
- 1912 : Grandpa
- 1912 : Before the White Man Came
- 1912 : Votes for Women
- 1912 : Kaintuck
- 1912 : His Mother's Son
- 1912 : Father Beauclaire
- 1912 : The Miser's Daughter
- 1912 : The Recoil
- 1912 : The Return of John Gray
- 1912 : Love Is Blind
- 1912 : When the Heart Calls
- 1912 : Fur Smugglers
- 1912 : A Tragic Experiment
- 1912 : Jealousy
- 1912 : The Better Man
- 1912 : The Gambler's Daughter
- 1912 : Wanted a Wife
- 1912 : The Stolen Letter
- 1912 : Solomon's Son
- 1912 : The Deception
- 1912 : The Gangfighter
- 1913 : The Wedding Gown
- 1913 : A Cure for Suffragettes
- 1913 : The Girl Across the Way
- 1913 : A Bride from the Sea
- 1913 : His Vacation
- 1913 : The Ghost
- 1913 : Nature's Vengeance
- 1913 : In After Years
- 1913 : Marooned
- 1913 : A Nihilist Vengeance
- 1913 : A Modern Witness
- 1913 : Brother and Sister
- 1913 : His Daughter
- 1913 : Sincerity
- 1913 : The Kidnapped Train
- 1913 : The Plaything
- 1913 : Good for Evil
- 1913 : The Unknown
- 1913 : The Unseen Influence
- 1913 : Loneliness and Love
- 1913 : The Vengeance of Heaven
- 1913 : Just Jane
- 1913 : The Prima Donna
- 1913 : The Bells
- 1913 : Bud Tilton, Mail Thief
- 1913 : The Strike Leader
- 1913 : The Open Road
- 1913 : A Jolly Good Fellow
- 1913 : Duty and the Man
- 1914 : Men and Women
- 1914 : Strongheart
- 1914 : Classmates (en)
- 1914 : Fires of Conscience
- 1914 : The Sentimental Sister
- 1915 : Colomba
- 1916 : The Indian
- 1916 : Beverly of Graustark
- 1916 : Flames of Vengeance

### Cinéma
- 1914 : Judith de Béthulie
- 1915 : The Gambler of the West
- 1915 : The Concealed Truth
- 1915 : The Arab
- 1915 : May Blossom
- 1916 : The Quality of Faith
- 1916 : The Haunted Manor
- 1916 : As a Woman Sows
- 1918 : Vie d'artiste (A Woman of Impulse) de Edward José
- 1919 : A Gay Old Dog
- 1920 : Milestones
- 1922 : Welcome to Our City
- 1925 : Une affaire mystérieuse